# Pik Freiheit
Der Pik Freiheit (tadschikisch Қуллаи Озодӣ/Qullai Ozodij) ist mit 7105 m der dritthöchste Berg des tadschikischen Pamir. Der Berg war 1910 vom russischen Geographen Nikolai Leopoldowitsch Korschenewski entdeckt und nach seiner Ehefrau und Begleiterin auf Expeditionen Jewgenija Sergejewna Korschenewskaja (geb. Topornina) benannt worden. Im Jahr 2020 erhielt er von der tadschikischen Regierung seinen heutigen Namen.

## Lage
Der ehemals als Pik Korschenewskaja bekannte Gipfel liegt ungefähr 13 km nördlich des Pik Ismail Samani, des höchsten Punktes des tadschikischen Pamir. Er bildet das nordwestliche Ende der Kette der Akademie der Wissenschaften, die den höchsten Teil des Pamir bildet. Er liegt über dem Muksu-Fluss und westlich über dem Fortambek-Gletscher.

## Besteigungsgeschichte
Im Jahr 1937 erreichte der Russe Danil Guschin einen 6910 m hohen Vorgipfel. Der Hauptgipfel wurde erstmals am 22. August 1953 von den sowjetischen Bergsteigern Alexei Ugarow, B. Dmitrijew, A. Goschew, A. Kowyrkow, L. Krassawin, E. Ryspajew, R. Selidschanow und P. Skorobogatow bezwungen. Sie stiegen über die Nordseite vom Fortambek-Gletscher zum Korschenewskaja-Gletscher und von dort über die Nordkante zum Gipfel. Der Berg ist nach dem Pik Avicenna der zweithäufigst frequentierte Hauptgipfel im Pamir. 
Der erstmals 1986 im Winter bestiegene Berg wurde mittlerweile aus fast jeder Richtung bezwungen. Die meisten dieser Aufstiege wurden von russischen Bergsteigern durchgeführt. Der heutige Normalweg kommt von Süden und erreicht den Gipfelgrat über die Westseite. Der Pik Freiheit ist einer der fünf auf dem Gebiet der ehemaligen UdSSR liegenden Siebentausender-Gipfel. Der Schneeleopard-Orden wird an die Bergsteiger verliehen, die alle fünf Gipfel bezwungen haben. Im Jahr 2020 benannte Tadschikistan den Gipfel in Pik Freiheit um.